# 白银区
白银区是中华人民共和国甘肃省白银市的一个市辖区。
1963年10月设立，时属兰州市，1985年5月改由白银市管辖。

## 行政区划
白银区下辖5个街道办事处、3个镇、2个乡：
人民路街道、公园路街道、四龙路街道、工农路街道、纺织路街道、水川镇、四龙镇、王岘镇、强湾乡和武川乡。

## 交通
- 341国道过境。